# Argentine-Roumanie en rugby à XV
Cet article retrace les confrontations entre l'équipe d'Argentine de rugby à XV et l'équipe de Roumanie de rugby à XV. Les deux équipes se sont affrontées à neuf reprises dont deux fois en Coupe du monde et les Pumas ont toujours gagné les matchs.

## Les confrontations
Voici la liste des confrontations entre ces deux équipes :
| No | Date              | Lieu                                       | Match                | Score   | Compétition              |
| -- | ----------------- | ------------------------------------------ | -------------------- | ------- | ------------------------ |
| 1  | 8 septembre 1973  | Ferrocaril Oeste, Buenos Aires, Argentine  | Argentine – Roumanie | 15 – 9  | test match               |
| 2  | 15 septembre 1973 | Ferrocaril Oeste, Buenos Aires, Argentine  | Argentine – Roumanie | 24 – 3  | test match               |
| 3  | 31 octobre 1992   | Stade Dinamo, Bucarest, Roumanie           | Roumanie – Argentine | 18 – 21 | test match               |
| 4  | 14 octobre 1995   | Ferrocaril Oeste, Buenos Aires, Argentine  | Argentine – Roumanie | 51 – 16 | Coupe latine             |
| 5  | 18 octobre 1997   | Stade Jacques-Fouroux, Auch, France        | Argentine – Roumanie | 45 – 18 | Coupe Latine             |
| 6  | 8 août 1998       | Estadio Gabino Sosa, Rosario, Argentine    | Argentine – Roumanie | 68 – 22 | test match               |
| 7  | 22 octobre 2003   | Aussie Stadium, Sydney, Australie          | Argentine – Roumanie | 50 – 3  | Coupe du monde (Poule A) |
| 8  | 17 septembre 2011 | Rugby Park, Invercargill, Nouvelle-Zélande | Argentine – Roumanie | 43 – 8  | Coupe du monde (Poule B) |
| 9  | 3 juillet 2021    | Stade Arcul de Triumf, Bucarest, Roumanie  | Roumanie – Argentine | 17 – 24 | Test match               |